# Arcidiocesi di Halyč
L'arcidiocesi di Halyč (in latino Archidioecesis Haliciensis) è una sede soppressa della Chiesa cattolica in Ucraina.

## Storia

### Gli inizi della Chiesa cattolica nella Rutenia Rossa
Dopo che Casimiro il Grande si impadronì della Rutenia Rossa o Rutenia galiziana (1340), si crearono le condizioni favorevoli affinché la Chiesa cattolica potesse operare in questa zona, spopolata dopo le successive invasioni tartare e in parte abitata da credenti ortodossi. Già a metà del XIII secolo, a causa dell'instaurazione di contatti con papa Innocenzo IV da parte di Danilo di Galizia e della temporanea unione dei vescovati ortodossi del Principato di Galizia-Volinia con Roma (1254), il papato sperava di estendere la sua influenza alla Russia. Dopo che Daniele ruppe l'unione, papa Alessandro IV subordinò la Chiesa cattolica della Rutenia Rossa ai vescovi di Lebus (1257). Si trattava di una subordinazione puramente formale, ma che indusse i vescovi di Lebus a vantare prerogative sulla Chiesa della Rutenia Rossa e a rendere difficile l'organizzazione del cattolicesimo in queste terre.
Casimiro il Grande cercò di rafforzare l'influenza del cattolicesimo nelle aree da lui occupate con la creazione di nuove sedi vescovili. Il suo progetto era quello di avere una sede metropolitana con più diocesi suffraganee, o eventualmente subordinare le nuove diocesi alla metropolia di Gniezno, l'unica metropolia fino a quel momento esistente nel regno polacco. Questo progetto si scontrava con il programma elaborato dai papi di Avignone, di subordinare cioè i vescovati ruteni al patriarca latino di Costantinopoli.
Le nuove sedi vescovili furono istituite soprattutto grazie all'attività dei francescani e dei domenicani. Sorsero così le diocesi di Przemyśl (1340), Chełm (circa 1358), Lodomeria (Włodzimierz, circa 1358). Sembra che una diocesi sia stata istituita anche per Leopoli, quando papa Innocenzo VI nominò per questa città il vescovo Tommaso.

### L'istituzione della sede metropolitana di Halyč
In questo contesto, tra le varie diocesi istituite nella Rutenia Rossa (o Galizia orientale), ci fu anche quella di Halyč. Il primo vescovo documentato è Cristiano di Ostrów (Krystyn z Ostrowa), nominato vescovo in epoca incerta, nel 1364 o 1365 circa Su istanza del re Casimiro, la sede di Halyč fu scelta come sede metropolitana delle nuove diocesi, e come tale è attestata ufficialmente per la prima volta nel 1371, nella bolla con cui papa Gregorio XI nominava Hynek vescovo di Lodomeria e notificava tale nomina al metropolita della Galizia.
Dopo la morte di Casimiro il Grande, la sua politica ecclesiastica in Rutenia fu continuata da Luigi I d'Ungheria e dal suo governatore nella Galizia, Ladislao di Opole, osteggiata tuttavia dai prelati ortodossi della regione e dai vescovi di Lebus, che pretendevano di avere diritti sul territorio. Il 13 febbraio 1375 Gregorio XI, con la bolla Debitum pastoralis officii pose fine ad ogni controversia, annullò ogni tipo di rivendicazione dei vescovi di Lebus su queste terre, elevò formalmente la sede di Halyč al rango di sede metropolitana della Galizia e le assegnò 3 diocesi suffraganee, Przemyśl, Lodomeria e Chełm. Lo stesso papa nominò nuovo metropolita Mattia di Eger (Maciej z Egeru). La cattedrale metropolitana era dedicata a Santa Maria Maddalena.
Successivamente, la provincia ecclesiastica di Halyč si ampliò con le diocesi di Kamenec in Podolia (prima del 1386) e Leopoli (circa 1389/1390).
L'organizzazione della metropoli era piuttosto difficile, soprattutto a causa della mancanza di fedeli. Tuttavia, l'attività dei monaci, soprattutto domenicani, sostenuti dall'amministrazione statale, diede i suoi frutti e l'arcivescovo Jakub Strzemię, che prese in consegna la metropoli una ventina d'anni dopo la sua creazione, iniziò ad organizzare una rete di parrocchie. Il suo successore Mikołaj Trąba, poi primo primate della Polonia, ampliò il numero delle parrocchie a diverse decine.

### La soppressione della sede metropolitana di Halyč
Benché la sede metropolitana fosse a Halyč, la città più importante della provincia ecclesiastica era Leopoli, e fin dall'inizio della sua erezione si discusse dello spostamento della sede arcivescovile a Leopoli. Lo stesso arcivescovo Mattia di Eger non risedette a Halyč, ma a Leopoli.
Con gli accordi di Ľubovňa (1412), alla presenza dei re Ladislao II Jagellone e Sigismondo di Lussemburgo, del legato pontificio il cardinale Brandi e dell'arcivescovo di Galizia Mikołaj Trąba, in qualità di cancelliere del Regno di Polonia, il re ungherese rinunciò ai suoi diritti sulla Rutenia a favore della Polonia.
Il 28 agosto 1412 con la bolla In eminenti specula, l'antipapa Giovanni XXIII, da cui dipendevano le diocesi della Polonia, soppresse la sede di Halyč e trasferì la sede arcivescovile e i diritti metropolitici a Leopoli, eresse la chiesa dell'Assunzione della Beata Vergine Maria al rango di cattedrale e delimitava i confini della provincia ecclesiastica di rito latino di Leopoli. Alcune difficoltà ritardarono la spedizione della bolla e la decisione papale fu attuata solo il 30 maggio 1414.

## Cronotassi dei metropoliti
- Krystyn z Ostrowa, O.F.M. † (1364 - 1371 deceduto)
- Antoni † (1371 - 1375 dimesso)
- Maciej z Egeru † (gennaio 1376 - 1380 deceduto)
- Bernard, O.F.M. † (1385 - 1391 deceduto)
- Beato Jakub Strzemię, O.F.M. † (28 ottobre 1392 - 20 ottobre 1409 deceduto)
- Mikołaj Trąba † (18 giugno 1410 - 30 aprile 1412 nominato arcivescovo di Gniezno)
- Jan Rzeszowski † (26 agosto 1412 - 23 dicembre 1414[10] nominato arcivescovo di Leopoli)